# Aineto
Aineto es una localidad aragonesa que pertenece al municipio de Sabiñánigo, en el Alto Gállego, provincia de Huesca, Aragón. Se encuentra en la comarca natural de A Guarguera, a una altitud de 998 m s. n. m. y a 35 km de la capital de la comarca.
Su lengua propia es el aragonés serrablés.

## Situación geográfica
El área en la que está asentado es llamada Prepirineo, un área de baja montaña situada al sur de los Pirineos. El pueblo se estableció en una pequeña llanura entre la sierra de Aineto al norte y el valle del Guarga al sur. Desde el pueblo puede divisarse gran parte de los Pirineos y la cumbre del tozal de Guara, el pico más alto del Prepirineo aragonés.
En los alrededores se encuentran pequeños pueblos o aldeas como Solanilla (accesible desde Aineto por una pista forestal), Gillué (al otro lado del río Guarga), Lasaosa, Binueste, Secorún, Abellada y Ceresola.

## Demografía
| 1790 | 1797 | 1857 | 1887 | 1900 | 1910 | 1920 | 1930 | 1940 | 1950 | 1960 |
| ---- | ---- | ---- | ---- | ---- | ---- | ---- | ---- | ---- | ---- | ---- |
| 5    | 16   | 90   | 98   | 85   | 84   | 92   | 96   | 97   | 59   | 38   |

| 1970 | 1981 | 2001 | 2002 | 2003 | 2004 | 2005 | 2008 | 2011 | 2014 | 2016 | 2021 |
| ---- | ---- | ---- | ---- | ---- | ---- | ---- | ---- | ---- | ---- | ---- | ---- |
| 6    | 7    | 32   | 29   | 32   | 34   | 38   | 46   | 42   | 42   | 34   | 33   |

## Historia
Citado inicialmente en 1076, su nombre ha tenido las variantes de Agineto y Ayneto, y ha sido siempre de realengo, es decir propiedad del Rey, dependiendo, en lo eclesiástico, primero del Obispado de Huesca y a partir de 1571 del de Jaca, estando su iglesia parroquial dedicada al Arcángel San Miguel. Su población se mantuvo entre cinco vecinos hasta 1790 y aumentó a dieciséis en 1797, su cifra más alta. Constituido en Ayuntamiento en 1834, once años después, en 1845, se unió a Secorún, pasando con éste al de Sabiñánigo en 1970. A los naturales de Aineto se les llama Señoritos, lo que probablemente se deba al elevado número de linajes Infanzones que allí vivieron, pese a su mínima población. Aineto dio cumplimiento al requerimiento del Real Acuerdo en dos ocasiones: el 7 de enero de 1788 y el 16 de noviembre de 1787, y en ellas certificaba que en el Libro del Ayuntamiento estaban registrados como Infanzones los miembros de los apellidos Escartín, Lardiés, Otín y Sánchez. De épocas anteriores hay constancia de la existencia de los hidalgos Aineto y Xavierre. (enlace roto disponible en Internet Archive; véase el historial, la primera versión y la última).
Tras la posguerra, muchas familias que vivían en los pueblos de montaña de la comarca decidieron abandonar sus hogares en busca de zonas más prósperas. Patrimonio Forestal del Estado compró numerosos núcleos y montes para llevar a cabo una repoblación forestal en los años 60 (entre ellos Aineto). Tal y como recuerdan desde Medio Ambiente, "las compras que se realizaron en aquel momento comprendían todas las hectáreas de monte propiedad de los vecinos de un núcleo, así como todas las edificaciones que se encontrasen en ese monte: casas, bordas, masías, corrales o ermitas".
Cuando se creó el Instituto para la Conservación de la Naturaleza (ICONA), éste se dedicó a administrar grandes extensiones de bosques pináceos, cuya función primera fue la de frenar la erosión. Estas hectáreas de monte albergaban, además, todas las edificaciones anteriormente necesarias para la vida de las personas que las poblaron con anterioridad. 
Aineto pasó poco tiempo completamente despoblado, ya que durante la reforestación llevada a cabo por Icona varios guardas y operarios agrícolas se establecieron en el pueblo.
A finales de la década de los 70 e inicios de los 80 unos jóvenes procedentes de la ciudad se establecieron en Aineto. Estos ocupantes se asociaron con sus vecinos de otros pueblos recién ocupados (Artosilla e Ibort) para formar la asociación Artiborain. En 2015 se les unió la aldea de Solanilla, a 4 kilómetros de Aineto.
Después de muchas dificultades, en 1987 Aineto fue cedido por la Administración a esta asociación.
Edificios históricos
Todavía conserva una pequeña iglesia parroquial dedicada a San Hipólito con un cementerio en el que se pueden ver las tumbas de los antiguos habitantes del pueblo y la casa del Concejo del siglo XVII.

## Excursiones y turismo
Entre sus atractivos se cuentan las excursiones por la sierra del Cancias y valle del Guarga, o las ermitas mozárabes del Serrablo. También existe una bonita excursión a las pozas de Bibán.

## Vegetación
Las zonas de umbría se caracterizan por pinares repoblados de pino laricio (Pinus nigra), sin embargo la solana presenta mayor deforestación con quejigos aislados. El erizón (arizón) y la aliaga invaden completamente el suelo con rodales de especies heliófilas como el torvisco (bufalaga) y el boj. Hay también intensas zonas de matorral de plantas aromáticas.

## Clima
El clima es un poco más suave que en las altas cimas pirenaicas, pero es bastante frío en invierno (con temperaturas que bajan de los -10 °C), con continuas heladas y algunas nevadas. Los días soleados son también frecuentes en invierno, en alternancia con olas de frío y lluvia, frecuentes en otoño y en primavera. El verano es seco y con escasez de agua, lo que nos obliga a almacenar y a veces a hacer un uso bastante restrictivo. También es caluroso, aunque por la noche refresca.